# ادی اسپایسر
ادی اسپایسر (انگلیسی: Eddie Spicer؛ ۲۰ سپتامبر ۱۹۲۲ – ۲۵ دسامبر ۲۰۰۴) یک بازیکن فوتبال اهل بریتانیا بود.
از باشگاه‌هایی که در آن بازی کرده‌است می‌توان به باشگاه فوتبال لیورپول اشاره کرد. وی در شهر لیورپول متولد شد و از سال ۱۹۳۹ تا پایان دوران بازی خود در باشگاه لیورپول بازی کرد. وی یکی از هشت بازیکن تاریخ باشگاه لیورپول است که تمام دوران خود را در این باشگاه بازی کرده است.ادی اسپایسر یکی از اعضای نیروی دریایی بریتانیا در جنگ جهانی دوم بود که پس از پایان جنگ دوباره به باشگاه لیورپول بازگشت.